# 賀世清
賀世清（？—？），一作賀士清，贵州贵阳人，清朝政治人物、進士出身。

## 生平
嘉慶十四年（1809年）己巳科進士，三甲一百二十四名，后事不详。